# Liao Cheng-Ting
Liao Cheng-Ting (* 12. Februar 1996 in Taipeh) ist ein taiwanischer Tischtennisspieler.

## Werdegang
Seit 2013 tritt der Rechtshänder international auf, unter anderem bei den New Caledonia & Cadet Open, wo er die Goldmedaille gewinnen konnte.
2014 folgten weitere Auftritte, bei den Korea Open schlug er Machi Asuka, scheiterte jedoch im weiteren Turnierverlauf. 2015 war er in der Chinese Superleague aktiv, konnte allerdings keinen großen Erfolg erreichen.
Ab 2016 trat er zunehmend häufiger in Erscheinung, mit der Mannschaft Hongkongs verlor er bei der Weltmeisterschaft überraschend gegen England, sodass die Mannschaft im Viertelfinale ausschied. Zudem nahm er an den Belgium Open teil, wo er sich im U-21 Wettbewerb den Titel sichern konnte.
Den Titel im U-21 Wettbewerb konnte er auch bei den Swedish- und Bulgaria Open gewinnen. 2017 holte Liao Bronze bei der Asienmeisterschaft mit dem Team, bei den Qatar Open musste er sich relativ chancenlos Olympiasieger Ma Long geschlagen geben.
2018 scheiterte er mit der Mannschaft schon im Achtelfinale bei der Weltmeisterschaft. In der deutschen Bundesliga spielt er – vom schwedischen Verein BTK Kävlinge kommend – seit 2018 beim 1. FC Saarbrücken, danach ab 2025 bei Post SV Mühlhausen.

## Turnierergebnisse
| Verband | Veranstaltung            | Jahr | Ort          | Land | Einzel        | Doppel    | Mixed     | Team          | U-21 |
| ------- | ------------------------ | ---- | ------------ | ---- | ------------- | --------- | --------- | ------------- | ---- |
| TPE     | Jugend-Weltmeisterschaft | 2014 | Shanghai     | CHN  | Viertelfinale | letzte 16 | letzte 16 | Bronze        |      |
| TPE     | Meisterschaft            | 2016 | Kuala Lumpur | MAS  |               |           |           | Viertelfinale |      |
| TPE     | World Tour               | 2018 | Stockholm    | SWE  | Qual.         |           |           |               |      |
| TPE     | World Tour               | 2018 | Geelong      | AUS  | letzte 32     |           |           |               |      |
| TPE     | Challenge Series         | 2018 | Brüssel      | BEL  | letzte 64     | letzte 32 |           |               |      |
| TPE     | Challenge Series         | 2018 | Ljubljana    | SVN  |               |           |           |               |      |
| TPE     | Asienmeisterschaften     | 2017 | Wuxi         | CHN  | letzte 32     |           |           | Bronze        |      |
| TPE     | World Tour               | 2017 | Doha         | QAT  | letzte 32     | letzte 16 |           |               |      |
| TPE     | Challenge Series         | 2016 | Brüssel      | BEL  | Gold          |           |           |               |      |